# Константін фон Путткамер
Константін фон Путткамер (нім. Konstantin von Puttkamer; 31 липня 1917, Свінемюнде — 23 лютого 1943, Середземне море) — німецький офіцер-підводник, капітан-лейтенант крігсмаріне.

## Біографія
3 квітня 1936 року вступив на флот. З серпня 1939 по березень 1940 року служив в 121-му дивізіоні морської артилерії. В квітні-жовтні 1940 року пройшов курс підводника. В листопаді-грудні 1940 року — вахтовий офіцер підводного човна U-146. З грудня 1940 по березень 1941 року вивчав будову U-46, після чого в березні-серпні служив 2-м, в серпні-жовтні — 1-м вахтовим офіцером U-46. Взяв участь у трьох походах, під час якого були потоплені 4 (23 088 тонн) і пошкоджені 2 (10 520 тонн) кораблі. В жовтні-листопаді пройшов курс командира човна. З 20 листопада 1941 по березень 1942 року — командир U-46, з 18 квітня 1942 року — U-443, на якому здійснив 3 походи (разом 67 днів у морі). 23 лютого 1943 року U-443 був потоплений в Середземному морі північно-західніше Алжиру (36°55′ пн. ш. 02°25′ сх. д.) глибинними бомбами британських есмінців Біцестер, Ламертон та Вітленд. Всі 48 членів екіпажу загинули.
Всього за час бойових дій потопив 4 кораблі загальною водотоннажністю 20 522 тонни.
| Дата           | Назва корабля   | Тип                   | Тоннаж | Вантаж                         | Екіпаж | Загинули | Країна             | Конвой |
| -------------- | --------------- | --------------------- | ------ | ------------------------------ | ------ | -------- | ------------------ | ------ |
| 22 жовтня 1942 | Winnipeg II     | Пасажирський пароплав | 9,807  | 3000 тонн генеральних вантажів | 192    | 0        | Британська імперія | ON-139 |
| 22 жовтня 1942 | Donax           | Тепловий танкер       | 8,036  | Баласт                         | 63     | 0        | Британська імперія | ON-139 |
| 11 грудня 1942 | HMS Blean (L47) | Есмінець              | 1,087  |                                | 183    | 89       | Британська імперія | KMF-4  |
| 14 грудня 1942 | Edencrag        | Торговий пароплав     | 1,592  | 800 тонн військових товарів    | 24     | 13       | Британська імперія | TE-9   |

## Звання
- Кандидат в офіцери (3 квітня 1936)
- Морський кадет (10 вересня 1936)
- Фенріх-цур-зее (1 травня 1937)
- Лейтенант-цур-зее (1 жовтня 1938)
- Оберлейтенант-цур-зее (1 жовтня 1940)
- Капітан-лейтенант (1 лютого 1943)